# Daurade (poisson)
Pour les articles homonymes, voir Daurade et Dorade.
Taxons concernés
- Les espèces du genre Coryphaena
- Le Scarus niger
- Plusieurs espèces de la famille des Sparidae
dans les genres :
  - Sparus
  - Pagrus
  - Spondyliosoma
  - Lithognathus
  - Pagellusmodifier

Le terme daurade ou dorade désigne plusieurs espèces de poissons de bonne qualité gustative. En France, il fait référence, en premier lieu, à la daurade royale (Sparus aurata). Dans les zones francophones tropicales (Maurice, La Réunion, Comores, Madagascar, les Seychelles, les Antilles), ce terme fait principalement référence à la dorade coryphène, sauf en Guyane, où il désigne Zungaro zungaro.

## Étymologie
Le terme « dorade » est un emprunt à l'espagnol par l'intermédiaire d'un texte italien attesté de 1490. Ce terme pourrait avoir pour origine le terme dorar qui signifie dorer. Le terme désignait donc la Sparus aurata remarquable par les aspects dorés visibles au-dessus de ses yeux et sur ses joues.
Le terme daurade viendrait lui du mot occitan daurada signifiant également « dorée ».

## Liste des noms vernaculaires

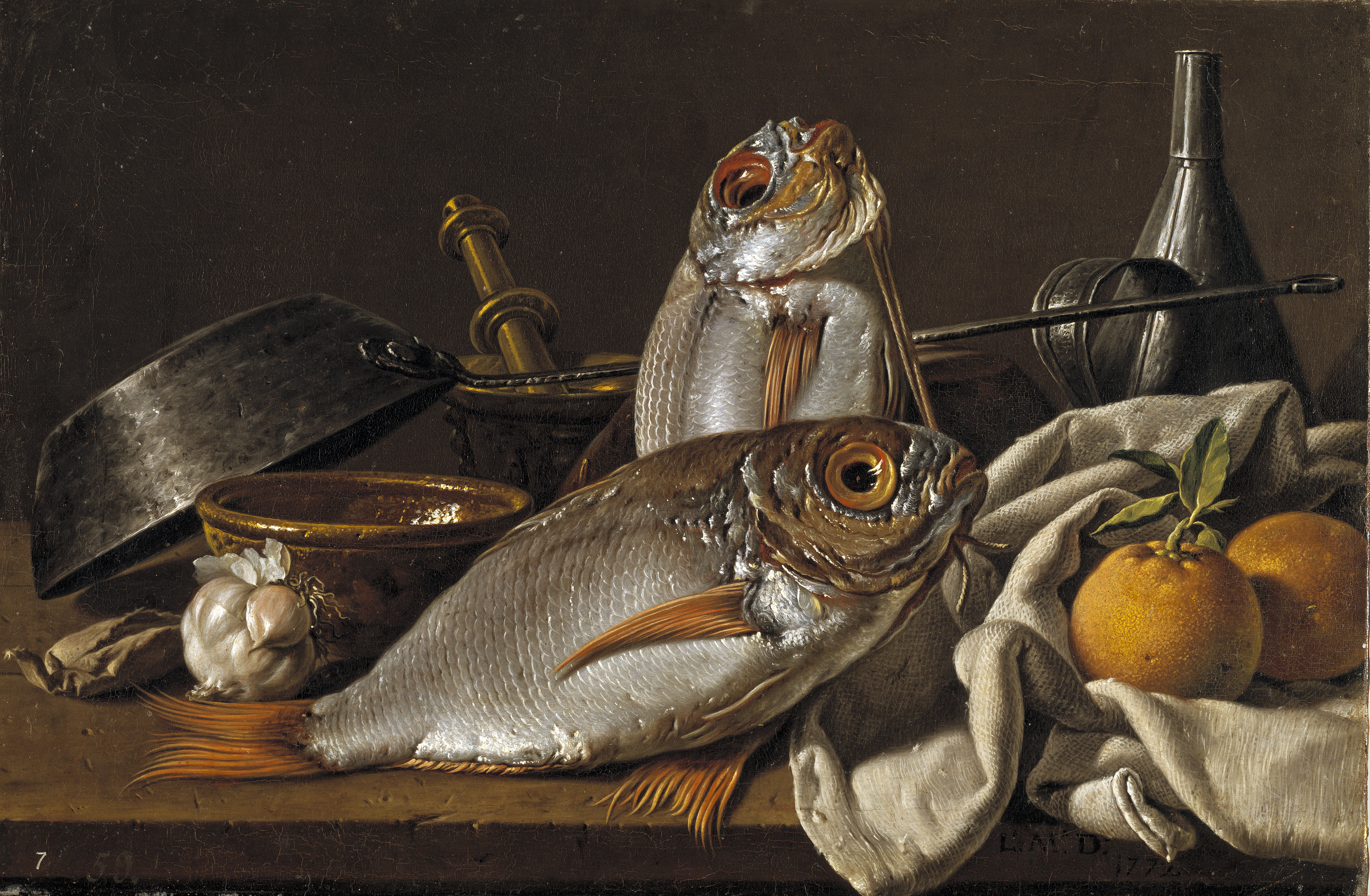
Nature morte aux dorades et oranges, Luis Meléndez (1772)

Les espèces suivantes utilisent le terme « dorade » dans leur nom vernaculaire :
- Dorade australe - Spondyliosoma emarginatum
- Dorade de Chine - Carassius auratus auratus
- Dorade coryphène - Coryphaena hippurus
- Dorade grise - Spondyliosoma cantharus
- Dorade japonaise - Pagrus major
- Dorade marbrée - Lithognathus mormyrus
- Dorade rose  - Pagellus bogaraveo et Beryx decadactylus
- Daurade royale - Sparus aurata
- Dorade sébaste ou Dorade-sébaste (Rascasse) - Sebastes mentella
- Petite dorade coryphène - Coryphaena equiselis

Appellation locale dans d'autres zones
- Dorade - Zungaro zungaro (Guyane)
- Dorade à gros yeux - Monotaxis grandoculis (Maldives)
- Dorade de palétuvier - Lutjanus fulvus (Nouvelle-Calédonie)
- Dorade à tache noire - Lutjanus fulviflamma (Nouvelle-Calédonie)
- Dorade grise - Lethrinus atlanticus (Togo)
- Dorade rose - Pagrus caeruleostictus  (Togo)

## Usages du terme «dorade»
Plusieurs autres espèces au sein de la famille des Sparidae utilisent ce terme générique dans leur nom vernaculaire, dont la dorade grise (Spondyliosoma cantharus), la dorade japonaise (Pagrus major), la dorade marbrée (Lithognathus mormyrus). Le nom vernaculaire de dorade rose est lui-même ambigu et désigne deux espèces. 
Les deux espèces du genre Coryphaena sont appelées dorades tropicales. Le perroquet dorade est un poisson de la famille des poissons perroquets.
Un ancien usage nomme « dorade de Chine » le cyprin doré.
En France, le terme « daurade », au titre de l'appellation commerciale, est strictement réservé à l'espèce Sparus aurata ou « daurade royale ».
Le terme « dorade » peut servir à désigner également toutes les espèces de Sparidae.

## Exploitation commerciale
En France, la maille légale de capture des daurades royales (Sparus aurata), daurades roses (Pagellus bogaraveo) et daurades grises (Spondyliosoma cantharus) est de 23 cm en Méditerranée et en Atlantique.